# 플러드 (2007년 영화)
《플러드》(영어: Flood)는 2007년 공개된 영국의 재난 영화이다.

## 출연

### 주연
- 로버트 칼라일
- 제슬린 길직

### 조연
- 톰 커트니
- 조앤 웨일리
- 데이비드 서쳇
- 나이젤 플래너

## 기타
- 원작자: 리처드 도일
- 공동제작: 제네비에브 호프메이어
- 공동제작: 필립 키
- 공동제작: 마이클 프러파스
- 미술: 조나단 리
- 의상: 케이트 카린
- 배역: 제레미 지머먼